# Николаев, Пётр Павлович
Пётр Павлович Николаев (12 июля 1927 — 29 февраля 2008) — передовик советской строительной отрасли, машинист башенного крана Марийского строительного треста, город Йошкар-Ола Марийской АССР, Герой Социалистического Труда (1965).

## Биография
Родился 12 июля 1927 года в деревне Малый Абаснур Советского района Марийской АССР в русской семье.
В 1941 году начал работать в местном колхозе «Заветы Ильича». Окончил Оршанскую семилетнюю школу. В 1944 году был призван в Красную армию. В 1951 году уволился со службы и поступил работать слесарем в СМУ-11 строительного треста № 116 Йошкар-Олинского завода полупроводниковых приборов. В сентябре 1951 года перевёлся работать каменщиком в СМУ-2 треста «Марийскстрой».
В 1952 году окончил курсы крановщиков в городе Харькове. Продолжил работать в СМУ-11, стал первым машинистом башенного крана в Марийской АССР. С годами приобретал опыт работы на сложной технике. Участвовал в строительстве 1-го и 2-го микрорайонов Йошкар-Олы. Он работал на сооружении производственных корпусов заводов «Контакт», «Электроавтоматика», торгового машиностроения, возводил корпуса политехнического института и здание музыкального драматического театра. Он внёс множество предложений по эффективному использованию строительной техники.
Указом Президиума Верховного Совета СССР от 26 ноября 1965 года за достижение высоких показателей в производстве и строительстве объектов Петру Павловичу Николаеву было присвоено звание Героя Социалистического Труда с вручением ордена Ленина и золотой медали «Серп и Молот».
Трудился на стройках, с 1971 года бригадир слесарей по ремонту и обслуживанию башенных кранов. С 1992 года на пенсии.
Избирался депутатом Верховного Совета СССР 7-го созыва, был депутатом Йошкар-Олинского городского совета, членом Марийского обкома КПСС.
Проживал в городе Йошкар-Ола. Умер 29 февраля 2008 года.

## Награды
За трудовые успехи был удостоен:
- золотая звезда «Серп и Молот» (26.11.1965)
- орден Ленина (26.11.1965)
- другие медали
- Почётный гражданин города Йошкар-Олы (17.04.1968)